# تيموثي قاي فيلبس
تيموثي قاي فيلبس (بالإنجليزية: Timothy Guy Phelps)‏ هو سياسي أمريكي، ولد في 20 ديسمبر 1824 في أوكسفورد في الولايات المتحدة، وتوفي في 11 يونيو 1899 في سان كارلوس في الولايات المتحدة. حزبياً، نشط في الحزب الجمهوري. وقد انتخب عضو مجلس النواب الأمريكي.